# Кладзаны
Кладзаны (словац. Kladzany) — село и одноимённая община в округе Вранов-над-Топлёу Прешовского края Словакии.

## История
Впервые упоминается в 1391 году.
В селе есть протестантский костел с 1812 года в стиле классицизма, перестроенный в 1950 году.

## Население
| Год:                | 1994 | 2004    | 2014    | 2024    |
| ------------------- | ---- | ------- | ------- | ------- |
| Количество человек: | 621  | 559     | 537     | 529     |
| Разница:            |      | −9,98 % | −3,93 % | −1,48 % |

Национальный состав населения (по данным последней переписи населения 2001 года):
- словаки — 99,16 %
- русины — 0,34 %
- венгры — 0,34 %
- чехи — 0,17 %

Состав населения по принадлежности к религии состоянию на 2001 год:
- протестанты — 75,00 %
- римо-католики — 14,77 %
- греко-католики — 2,35 %
- не считают себя верующими или не принадлежат к одной конфессии — 2,52 %